# Урсынов
Урсынув (пол.  Ursynów) — один из районов Варшавы. Расположен в юго-западной части города. Население 147 676 жителей (2008). Третий по величине район Варшавы (8,6 % от общей площади города).

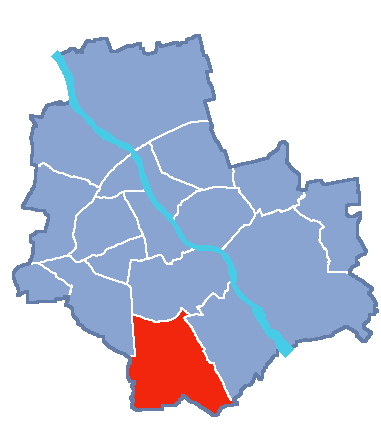
Расположение Урсынова на карте Варшавы

## Административное деление

Административное деление Мокотува

Урсынов делится на следующие микрорайоны:
- Домбрувка[пол.]
- Грабув[пол.]
- Езёрки-Северные[пол.]
- Езёрки-Южные[пол.]
- Кабаты?!
- Натолин[пол.]
- Пыры[пол.]
- Скарпа-Повсиньская[пол.]
- Старый Служев[пол.]
- Старый Имелин[пол.]
- Урсынув-Центр[пол.]
- Урсынув-Северный[пол.]
- Вычулки[пол.]

## Сооружения, здания
Костёл.
Ипподром Служевец (улица Пулавска, 266).

## Фотографии

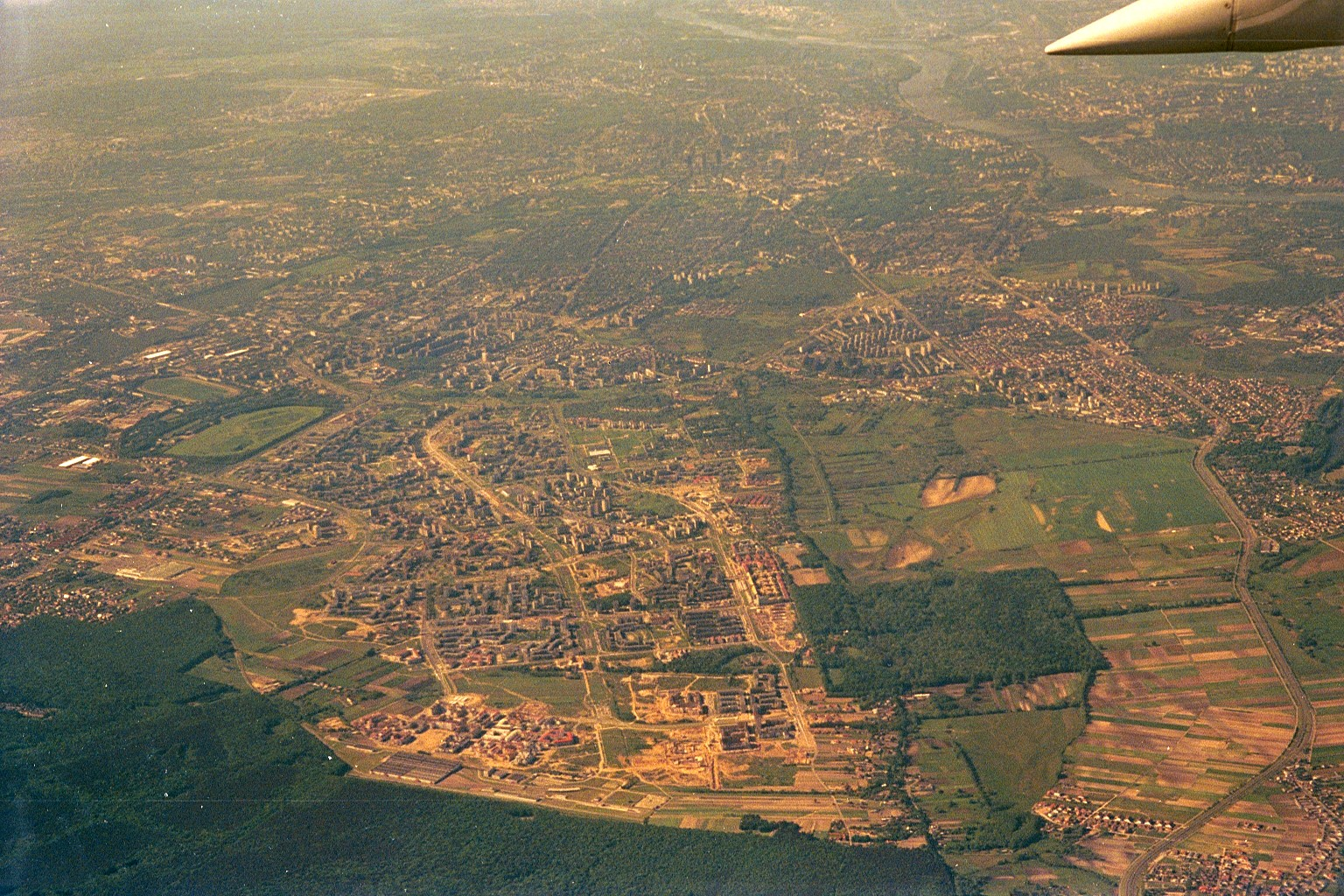
Панорама района
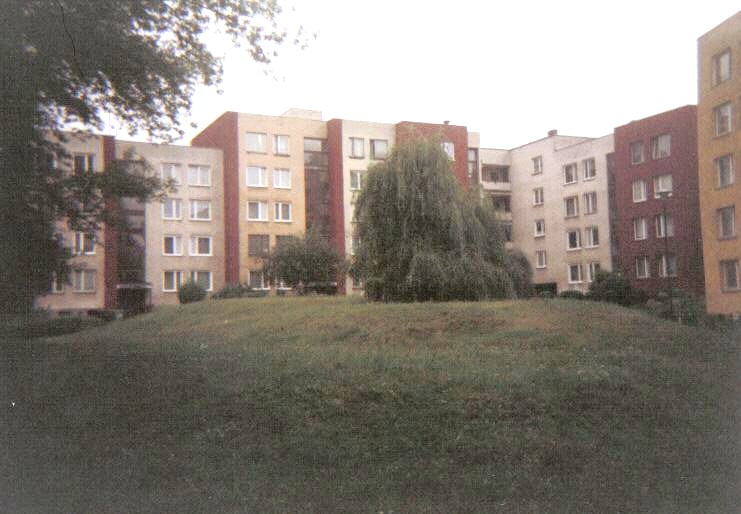
Типовая застройка
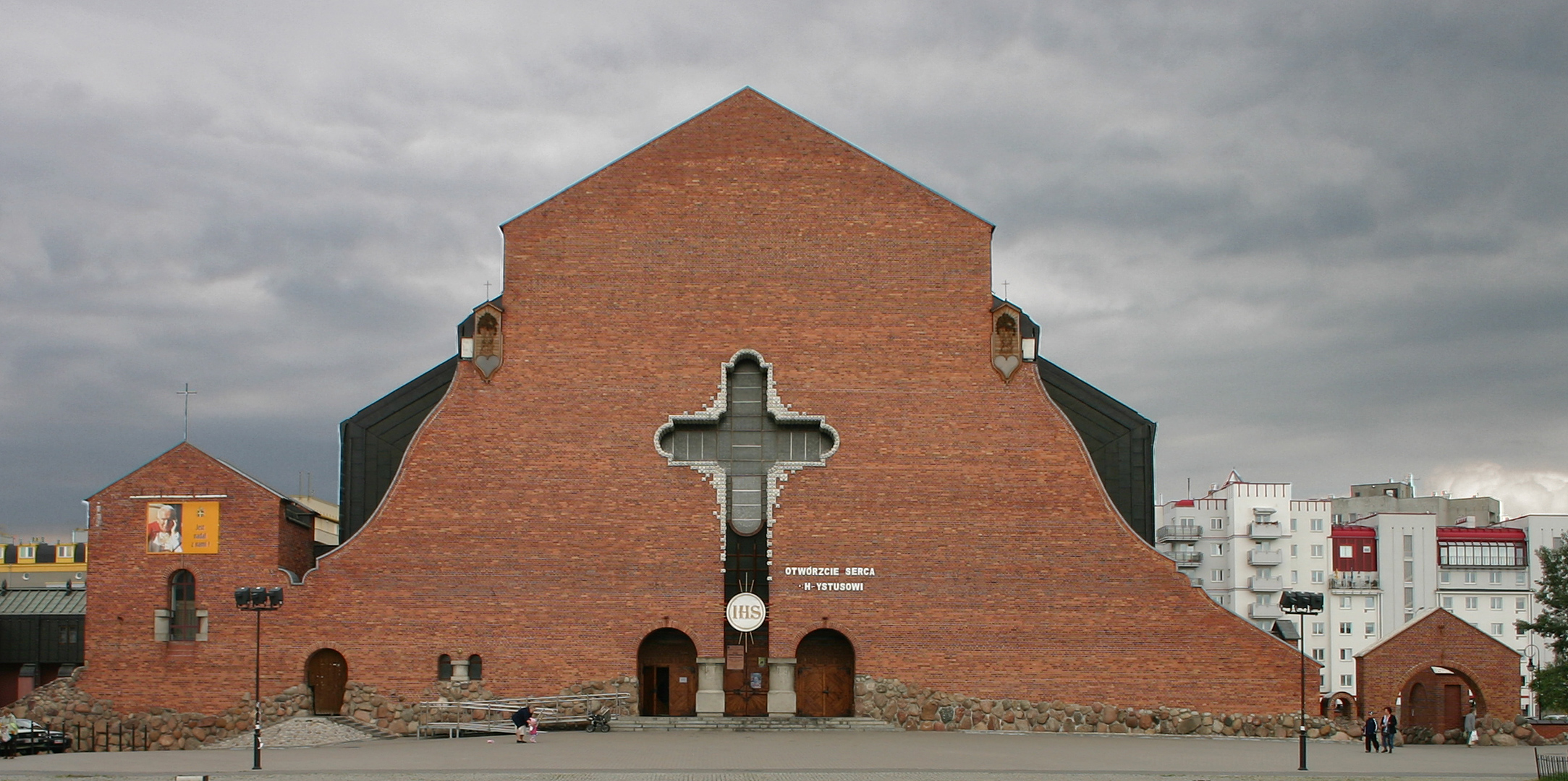
Костёл в районе